# 1300 Lafayette East Cooperative
El 1300 Lafayette East Cooperative es una gran cooperativa de viviendas de lujo de 336 unidades en el vecindario de Lafayette Park en el lado este de Detroit, Míchigan. El edificio se destaca por su dirección "1300" que se muestra en números gigantes en los lados norte y sur del techo. Fue diseñado por Gunnar Birkerts.

## Historia
Fue comenzado en 1961, terminado en 1964, y tiene 30 pisos. Incorpora una planta baja con lobby de mármol de 2 pisos, salas de reuniones, sala de conferencias y oficinas. Un entrepiso alberga un gimnasio y oficinas comerciales, y sobre él se elevan 28 pisos residenciales. Está construido sobre un estacionamiento subterráneo de dos pisos. Los apartamentos tienen vistas sin obstáculos del paisaje urbano circundante, el Downtown, el río Detroit Windsor, en la provincia canadiense de Ontario. 